# 无量山角蟾
无量山角蟾（学名：Boulenophrys wuliangshanensis），一种分布于中华人民共和国云南省中部无量山地区的两栖动物，隶属于角蟾科布角蟾属。模式产地为云南普洱市景东彝族自治县锦屏镇新民村（原新民乡）。其种加词“wuliangshanensis”意为“无量山的”。

## 形态特征
无量山角蟾体型小，雄蟾体长30毫米，雌蟾体长41毫米左右。身体背面皮肤粗糙，呈红棕色，眶间具深酱色三角形斑，背部有痣粒组成的“X”形肤棱；咽胸部为褐绿色，其中部及肩前下方各有一个棕色大斑；后腹部灰白色，胯部棕红色。

## 保护
本种于2023年被收录入《有重要生态、科学、社会价值的陆生野生动物名录》。